# A Woman's Past (film 1915 Powell)
A Woman's Past è un film muto del 1915 diretto da Frank Powell.

## Produzione
Il film fu prodotto dalla Fox Film Corporation.

## Distribuzione
Distribuito dalla Fox Film Corporation, il film uscì nelle sale cinematografiche USA l'11 novembre 1915.